# Csepe
Csepe (ukránul Чепа (Csepa / Chepa)): falu Ukrajnában, Kárpátalján, a Beregszászi járásban.

## Fekvése
Nagyszőlőstől 15 km-re délre a Tisza és a Fekete-víz között fekszik, Csomafalva és Tiszahetény tartozik hozzá.

## Nevének eredete
Neve a magyar Csépán személynévből származik.

## Története
1320-ban Theluk néven említette először oklevél, majd 1393-ban Chepe néven említették.
1320-ban az Ákos nemzetséghez tartozó Péter és Máté birtokaként említették, később Thyba fia Miklós kapta meg adományként, majd a Csepy család birtoka lett. 
A Reformáció idején a település magyar lakói reformátusok lettek.
1480 körül épült református temploma van, 1697-től a reformátusoké, többször átalakították és felújították.
A faluban áll a Fogarassy család udvarháza is, mely az 1990-es évek végén már felújításra szorult.
1910-ben 965, túlnyomórészt magyar lakosa volt. A trianoni békeszerződésig Ugocsa vármegye Tiszántúli járásához tartozott. Ma 1902 lakosából 1803 (95%) a magyar.

## Nevezetességek
- Református temploma - a 15. században épült gótikus stílusban, azonban a feltételezések szerint a templom a 13. századi. A reformátusok 1697-től használják. Az épületet az idők sprán többször is átalakították, javították.

A templom mai formájában egyhajós, torony nélküli épület. Apszisa, mely a hajóval azonos magasságú, de keskenyebb; a nyolcszög három oldalával zárul, és a hajót és az apszist is lépcsőzetes támpillérek erősítik.
A hajó déli oldalán és az apszison csúcsíves záródású ablakok vannak, melyek kőrácsai karéjmintásak és halhójag motivumokkal díszítettek. 
Az épületnek egyetlen bejárata van a nyugati oldalon, melyet csúcsíves, pálcatagozatos keret szegélyez.
A templom belsejében a hajó síkmennyezetű, az apszist csillagboltozat fedi, és gótikus ülőfülkéje van.
A templom felszerelési tárgyai közül  említést érdemel az 1714-ből szármszó kehely.
A templom mellett álló valószínűleg 19. századi harangtorony egyszerű kiképzésű épület.